# AI Большой Медведицы
AI Большой Медведицы (лат. AI Ursae Majoris) — одиночная переменная звезда в созвездии Большой Медведицы на расстоянии (вычисленном из значения параллакса) приблизительно 13556 световых лет (около 4156 парсеков) от Солнца. Видимая звёздная величина звезды — от +16,7m до +14,4m.

## Характеристики
AI Большой Медведицы — пульсирующая переменная звезда типа RR Лиры (RRAB).